# کالیپسو ۵۳

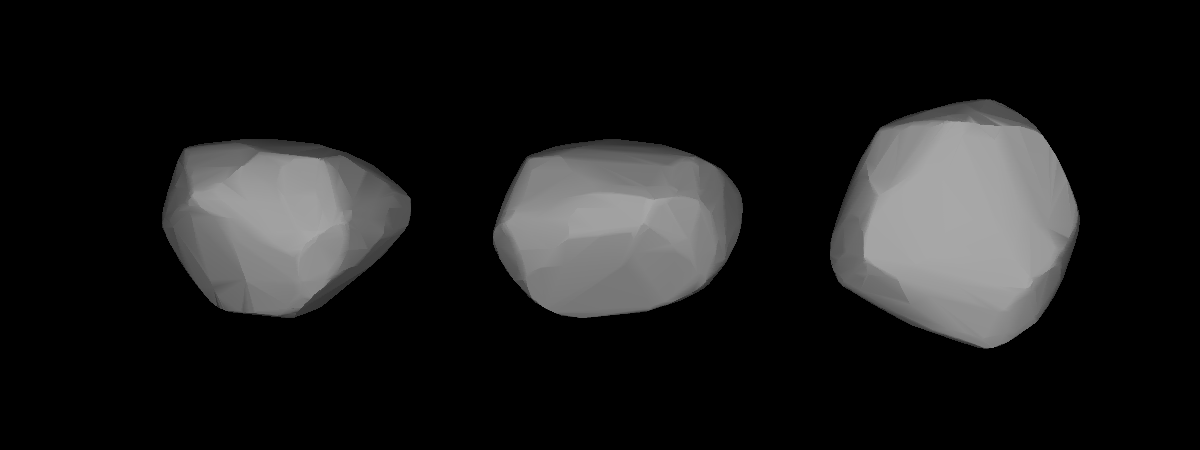
کالیپسو ۵۳

سیارک ۵۳ (به انگلیسی: 53 Kalypso) پنجاه و سومین سیارک کشف شده‌است که در ۴ آوریل ۱۸۵۸ و در دوسلدورف کشف شد.
قدر مطلق سیارک برابر ۸٫۸۱ است.